# قره‌کلک
قره‌کلک یکی از روستاهای استان آذربایجان شرقی است که در دهستان آلمالو بخش نظرکهریزی شهرستان هشترود واقع شده‌است. روستای قره کلک از توابع شهرستان هشترود و دهستان آلمالو می‌باشد این روستا با روستاهای جبیند، شیخ السلام، باخجه جیق، طاقجه جیق، مهردار، سراسکند، حسن کندی، بسیط، قره دیو و کله‌نو همسایه می‌باشد و دارای ۶۰ خانوار ثابت که این تعداد در فصل تابستان تا ۸۰ خانوار هم افزایش می‌یابد. این روستا دارای آب لوله کشی تلفن خانگی و راه آسفالت می‌باشد.

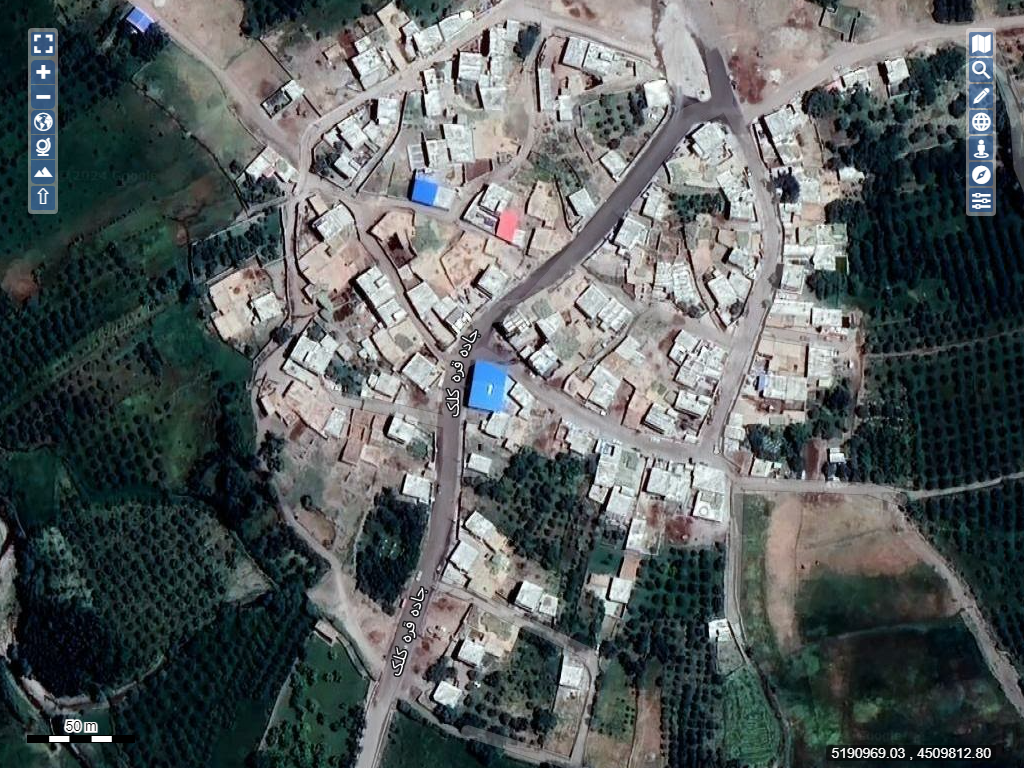
نقشه هوایی قره کلک با جزئیات کامل و دقیق جزئیاتی مانند زمین ها و خانه های قره کلک

قره کلک روستایی نزدیک به کوهستان سهند آذربایجان است و حدود ۱۵ کیلومتر با خود کوه سهند فاصله دارد مردم این روستا از راه کشاورزی، دامداری و باغداری امرار معاش می‌کنند که در چند سال اخیر سهم باغداری در تأمین معاش اهالی بیشتر شده
این روستا دارای دو مدرسه ابتدایی و راهنمایی بوده و اهالی برای مقاطع بالاتر باید به
شهرستان‌های مجاور بروند
قره کلک دارای دهیاری بوده و مردم هر چها ر سال یک بار برای انتخاب شوراهای خود پای صندوق‌های رای می‌روند
قره کلک از دو کلمه قره و کلک تشکیل شده که قره در اصل به معنای بزرگ است و کلک هم به معنای آتشکده است که معنی آن آتشکدهٔ بزرگ می‌شود
مردم این روستا مقید به دین اسلام هستند و مسجد روستا یکی از بزرگترین مساجد منطقه هست
قره کلک دارای قدمت تاریخی زیادی هست که جا دارد مورخان و کسانی که به تاریخچهٔ منطقه آشنایی دارند در آن ورود کرده و به کشف حقایق منطقه کمک کنند.
این روستا یکی از مناطق گردشگری آذربایجان شرقی می باشد، که افراد برای تفریح و گردشگری به این روستا می آیند این روستا از همه نوع امکانات برخوردار می باشد .
قره کلک جز مناطق پرطرفدار استان آذربایجان شرقی می باشد .